# Chaetexorista solomonensis
Chaetexorista solomonensis là một loài ruồi trong họ Tachinidae.